# Ha'avara-Abkommen
Het Ha'avara-Abkommen (Ha'avara is Hebreeuws voor overdracht; Abkommen is Duits voor overeenkomst) is een overeenkomst die op 25 augustus 1933 na drie maanden onderhandelen werd gesloten tussen de Jewish Agency, de Zionistische Vereinigung für Deutschland en het Duitse ministerie van economische zaken. Met deze overeenkomst werd vastgelegd hoe Joodse Duitsers die naar Palestina wilden emigreren een deel van hun vermogen mee konden nemen.
Het Britse bestuur van Palestina verlangde van immigranten dat zij over voldoende financiële middelen beschikten. Duitsland had echter sinds 1931 deviezenbepalingen die het de emigranten onmogelijk maakten hun bezit mee te nemen naar het buitenland. Door de combinatie van deze twee regelingen was de emigratiemogelijkheid van Duitse zionisten geblokkeerd.
De werkwijze die in het Ha'avara-Abkommen werd overeengekomen was de volgende:
1. De emigrant zette geld (minimaal 1000 Pond sterling) op een Duitse rekening van de Anglo-Palestine bank
2. Van dit geld werden Duitse goederen gekocht die naar Palestina werden geëxporteerd
3. De opbrengst van de goederen kwam ten goede aan de bank
4. In Palestina kreeg de emigrant een bedrag in Palestijnse ponden uitgekeerd

Als gevolg van dit verdrag konden 50.000 tot 60.000 joden nazi-Duitsland ontvluchten en werd ongeveer 140 miljoen Rijksmark naar Palestina overgebracht. Vanaf 1937 werd de uitvoering van Duitse kant toenemend bemoeilijkt en na het uitbreken van de Tweede Wereldoorlog in 1939 werd de uitvoering van de regeling stopgezet.
In Palestina en bij Joodse organisaties buiten Duitsland was de regeling omstreden. In die periode was er een Joodse boycot van Duitse producten en door het Ha'avara-Abkommen had Duitsland in Palestina een interessante afzetmarkt gevonden.